# Mycomya malvinensis
Mycomya malvinensis är en tvåvingeart som beskrevs av Vogel och Eberhard Plassmann 1985. Mycomya malvinensis ingår i släktet Mycomya och familjen svampmyggor. Inga underarter finns listade i Catalogue of Life.